# Rousseau Aviation
Rousseau Aviation war eine französische Fluggesellschaft mit Sitz in Dinard, Département Ille-et-Vilaine, die von 1963 bis 1976 Linien- und Charterverkehr betrieb, unter anderem mit etlichen Nord 262.
Die Basis des Flugbetriebs war der Flughafen Dinard-Pleurtuit.

## Geschichte
Rousseau Aviation wurde 1963 gegründet und nahm im Juli desselben Jahres den Flugbetrieb auf. Die ersten Strecken wurden auf die britischen Kanalinseln angeboten. Als immer mehr regionale Strecken von Air Inter mangels Rentabilität aufgegeben wurden, übernahm Rousseau einen Teil derselben wie z. B. diejenige von Bordeaux nach Nantes. Auf diese Art wurde das Streckennetz komplementär zu denen der nationalen Fluggesellschaften (Air France, Air Inter und UTA) ausgeweitet und umfasste bald etliche Flughäfen nicht nur in der Bretagne, sondern auch in Lothringen und im Großraum Paris.
Die Flotte bestand aus einer bunten Mischung ein- und zweimotoriger Propellerflugzeuge, von denen teilweise nur je ein Exemplar pro Typ vorhanden war. Rückgrat des Flugbetriebs waren aber die 26-sitzige Turbopropmaschine Nord 262, von der insgesamt 10 Stück betrieben wurden, sowie die 32-sitzige Douglas DC-3 aus der Zeit bis 1945 (12 Stück). Etliche weitere gebrauchte DC-3 wurden von den französischen Luftstreitkräften erworben und entweder für Ersatzteile ausgeschlachtet oder weiterverkauft.
Im Mai und Oktober 1970 kamen noch zwei fabrikneue Hawker Siddeley HS-748 hinzu, die mit 52 Plätzen bestuhlt wurden; im selben Jahr wurde je eine von Channel Airways und Court Line gemietet. Eine weitere fabrikneue Maschine folgte im Juni 1973.
Weitere internationale Linienflüge wurden ab 1970 mit Strecken nach London, Basel und Genf aufgenommen und die Strecke Paris-Quimper im Auftrag von Air Inter in gemischter Bemalung beflogen.
Im Jahr 1970 wurden bei nur 350 Angestellten 200.000 Passagiere befördert.
Nach etlichen Unfällen mit Totalschäden von Flugzeugen wurde die wirtschaftliche Lage schwieriger und führte dazu, dass im Jahr 1973 die Kapitalmehrheit durch die Eigentümergruppe der Fluggesellschaft Touraine Air Transport (TAT) übernommen wurde. Im selben Jahr wurde damit begonnen, die ersten Maschinen mit den Farben der TAT auszustatten.
Im letzten Betriebsjahr 1975 waren noch Beechcraft Bonanza und Baron, HS-748 und Nord 262 in der Flotte vertreten, aber im Jahr 1976 war Rousseau vollständig in TAT integriert.

## Flugziele
Im Winterhalbjahr wurde traditionell mit reduziertem Angebot geflogen. Beispielsweise wurde im Winterflugplan 1971/72 die Strecke Nantes–Dinard–London/Gatwick nur einmal täglich angeboten und die „Stammlinie“ von Dinard nach Jersey auf dreimal täglich reduziert, alles mit Nord 262.
Die mit HS-748 bediente Verbindung von Dinard über Rennes zum Flughafen Paris-Orly wurde mit zwei Tagesrandverbindungen abgedeckt.
Im Vergleich dazu wurden eineinhalb Jahre später, im Sommer 1973, schon wesentlich mehr Flugziele angeboten und vor allem die Umsteigeverbindungen zu anderen Gesellschaften sehr stark ausgeweitet. Der Zielflughafen in London wurde von Gatwick nach Heathrow verlegt und es konnten z. B. auch Cardiff, Düsseldorf und Exeter erreicht werden.

## Flotte

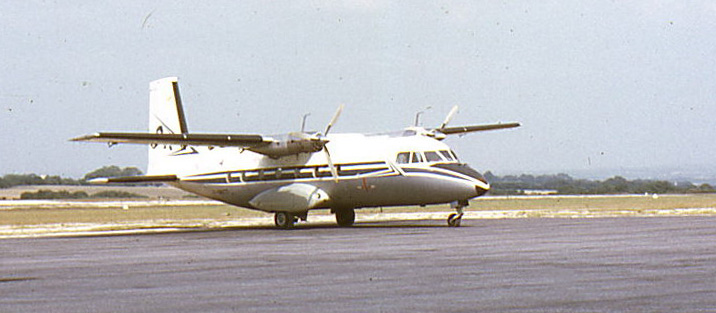
Nord 262 der Rousseau Aviation, Quimper 1968

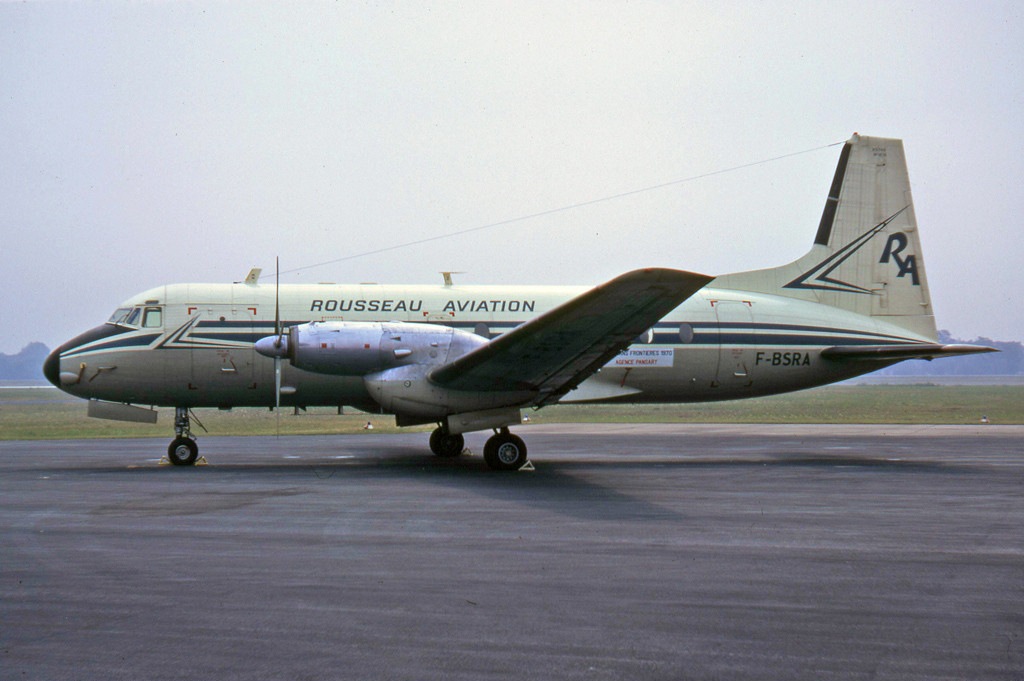
HS-748 der Rousseau Aviation, 1970

Während ihres Bestehens setzte Rousseau Aviation folgende Flugzeugtypen ein:

### Flotte bei Betriebseinstellung
- Beechcraft 35 Bonanza
- Beechcraft 95-58 Baron
- Cessna F172
- HS-748
- Nord 262

### Zuvor eingesetzte Flugzeuge
- Aero Commander 560
- Beechcraft 50 Twin Bonanza
- Britten-Norman BN-2 Islander
- Cessna F150J
- Cessna 206
- De Havilland DH.89 Dragon Rapide[13]
- Douglas DC-3
- Jodel D140
- SIAI-Marchetti SF.260[14]

## Zwischenfälle
Von 1963 bis zur Betriebseinstellung 1975 kam es bei Rousseau Aviation zu 6 Totalschäden von Flugzeugen. Bei 2 davon kamen 32 Menschen ums Leben. Auszüge:
- Am 31. Dezember 1970 verschwand eine Nord 262E der Rousseau Aviation (Luftfahrzeugkennzeichen F-BNGB) auf einem Charterflug von Algier zum spanischen Flughafen Menorca. An Bord befanden sich 27 Passagiere und 3 Besatzungsmitglieder. Von spanischer Seite wurde vermutet, dass die Maschine etwa 100 km von der algerischen Küste entfernt abstürzte, nachdem von ihren Piloten ein Notruf gesendet worden war.[16]

- Am 5. Dezember 1971 kollidierte eine Nord 262A-25 der Rousseau Aviation (F-BNMO) während des Anflugs am Flughafen Lannion mit einer Pinie. Dabei brach ein 1,90 Meter langes Stück einer Tragfläche ab. Nach 1800 Meter Flug stürzte die Maschine, die sich auf einem Überführungsflug befand, etwa zwei Kilometer westlich des Flughafens ab. Zwei der drei Insassen kamen ums Leben.[17][18]

- Am 2. Juli 1972 musste eine Douglas DC-3/C-47B der Rousseau Aviation (F-WSGU) während eines Überführungsflugs in die USA auf dem Flughafen Kulusuk (Grönland) notgelandet werden. Sie wurde dabei derart beschädigt, dass eine Reparatur auf dem abgelegenen Flugplatz nicht mehr möglich war.[19][20]

- Am 15. November 1972 wurde eine Britten-Norman BN-2A9 Islander der Rousseau Aviation (F-BTGH) auf dem Flughafen Dinard-Pleurtuit irreparabel beschädigt. Die Maschine war erst sieben Monate zuvor fabrikneu übernommen worden.[21][22]

- Am 12. November 1973 musste eine Nord 262B-11 der Rousseau Aviation (F-BLHT) wegen Treibstoffmangels in der Nähe von Craon notgelandet werden. Die Maschine war zuvor in Lyon nicht betankt worden, und vor dem Start vom Flughafen Tours hatten die Piloten den Treibstoffvorrat ebenfalls nicht überprüft. Beide Passagiere und die drei Besatzungsmitglieder überlebten.[23]

- Am 29. Dezember 1973 wurde eine Nord 262A-24 der Rousseau Aviation (F-BNTT) auf dem Flughafen Dole-Tavaux irreparabel beschädigt.[24]